# Perscheloribates rostratus
Perscheloribates rostratus är en kvalsterart som först beskrevs av Hammer 1958.  Perscheloribates rostratus ingår i släktet Perscheloribates och familjen Scheloribatidae. Inga underarter finns listade i Catalogue of Life.